# Тарасенко Олена Олексіївна
Оле́на Олексі́ївна Тара́сенко — молодший лейтенант Збройних сил України, учасник російсько-української війни, що відзначилася у ході російського вторгнення в Україну у 2022 році.
З початком повномасштабного російського вторгнення в Україну як військовослужбовиця територіальної оборони Охтирки на Сумщині стала на захист рідного міста на Сумщині.

## Нагороди
- орден «Богдана Хмельницького» ІІІ ступеня (2022) — за особисту мужність і самовіддані дії, виявлені у захисті державного суверенітету та територіальної цілісності України, вірність військовій присязі[4].